# 오소르노산

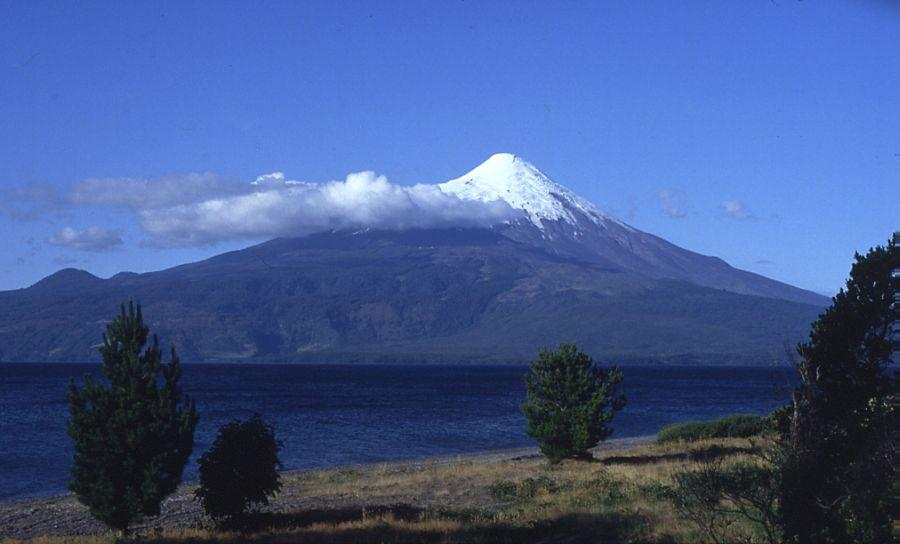
1993년

오소르노산(Osorno)은 칠레에 있는 성층 화산으로, 활화산이다. 이 화산이 있는 위치는 안데스산맥으로, 빙하가 덮혀있다.